# Meiogyne beccarii
Meiogyne beccarii är en kirimojaväxtart som beskrevs av Ian Mark Turner. Meiogyne beccarii ingår i släktet Meiogyne och familjen kirimojaväxter. Inga underarter finns listade i Catalogue of Life.